# 露易絲·隆巴德
路易丝·隆巴德（Louise Lombard，原名路易丝·玛丽·帕金斯，1970年9月13日—）是一位英国女演员。她曾在英国广播公司的電視劇《伊略特家族》（1991–94）中飾演万杰琳·艾略特（Evangeline Eliott），她還在CBS的電視劇《CSI犯罪現場》（2004–11）中飾演過菲亚·柯蒂斯（Sofia Curtis），她還在系列電影《After》中飾演崔西（Trish）。

## 早年生活和教育
露易絲·隆巴德生于英国紅橋，她的父母是愛爾蘭移民。前足球運動員德克兰·帕金斯是她的兄弟。